# Disarm (album)
Disarm – drugi album Mary Komasy wydany 11 października 2019 przez Pomaton / Warner Music Poland. Nominacja do Fryderyka 2020 w kategorii «Album Roku Alternatywa».

## Lista utworów
| Nr  | Tytuł utworu           | Długość |
| --- | ---------------------- | ------- |
| 1.  | „Degenerate Love”      | 4:20    |
| 2.  | „Sauvages”             | 3:16    |
| 3.  | „Palermo”              | 5:23    |
| 4.  | „Taste”                | 4:15    |
| 5.  | „Now Silence”          | 3:45    |
| 6.  | „Closer”               | 3:57    |
| 7.  | „Disarm”               | 4:49    |
| 8.  | „Shut Down the Lights” | 4:25    |
| 9.  | „Be a Boy”             | 3:32    |
| 10. | „Chronic Love Game”    | 4:35    |
|     |                        | 42:17   |